# Avenida Beira-Mar (filme)
Avenida Beira-Mar é um filme de drama brasileiro de 2024, dirigido e roteirizado por Maju de Paiva e Bernardo Florim. Produzido pela Elo Studios, pela Viralata Produções e pelo Telecine, o filme foi lançado em 21 de novembro de 2024 nos cinemas. 
Estrelado por Andréa Beltrão, Isabel Teixeira, Milena Pinheiro e Milena Gerassi, o filme teve sua première internacional no Festival de Cinema de Guadalajara, onde recebeu o prêmio de Melhor Direção (para Maju de Paiva & Bernardo Florim) e uma menção honrosa como Melhor Filme. No Brasil, o filme teve sua estreia no Festival do Rio, de onde também saiu laureado com o Prêmio Félix de Melhor Filme Nacional. O Prêmio Félix é dedicado às obras com temáticas LGBTQIA+. No Festival Mix Brasil, Avenida Beira-Mar recebeu o prêmio de Melhor Roteiro e uma menção honrosa de Melhor Performance para a atriz Milena Gerassi.
Durante seu desenvolvimento, o projeto também recebeu muitos prêmios, dentre eles: o prêmio FRAPA  de Melhor Roteiro de Longa-Metragem e o Selo Elas Cabíria, além de ter sido selecionado para workshops renomados como o Laboratório Novas Histórias e o Produire au Sud , do Festival des 3 Continents, em Nantes, na França.

## Sinopse
No inverno, a praia de Piratininga, em Niterói, fica deserta. Rebeca, de 13 anos, recém-mudada para lá, está de castigo e só consegue ver a rua por cima do muro. Um dia, ela avista Mika, uma menina trans, nadando no mar aberto. Esse momento marca o início de uma nova perspectiva para Rebeca.

## Elenco
- Andréa Beltrão como Marta[8]
- Isabel Teixeira como Viviane
- Milena Pinheiro como Rebeca
- Milena Gerassi como Mika
- Analu Prestes como Dona Jô
- Emiliano Queiroz como Seu Mário
- Cesar Augusto  como César
- Angela Rebello como Angela
- Pedro Enrico Madruga como Deco
- Daniel Breda como Guga

## Prêmios e indicações
| Ano  | Prêmio                                   | Categoria    | Nomeações      | Resultado | Ref.  |
| ---- | ---------------------------------------- | ------------ | -------------- | --------- | ----- |
| 2025 | Prêmio Grande Otelo do Cinema Brasileiro | Melhor Atriz | Andrea Beltrão | Pendente  | [ 9 ] |

## Curiosidades
Avenida Beira-Mar foi o último filme de longa-metragem com o veterano ator Emiliano Queiroz.
O filme foi inteiramente filmado em locação, no bairro de Piratininga, em Niterói (RJ), cidade-natal do diretor Bernardo Florim.

A Praia de Piratininga, a Prainha, a antiga Boate Tubarão e a Pedra da Baleia são lugares reais.